# Gavray-sur-Sienne
Gavray-sur-Sienne ist eine französische Gemeinde mit 2.028 Einwohnern (Stand 1. Januar 2022) im Département Manche in der Region Normandie. Sie gehört zum Arrondissement Coutances und zum Kanton Quettreville-sur-Sienne.
Sie entstand als Commune nouvelle mit Wirkung vom 1. Januar 2019 durch die Fusion der bisherigen Gemeinden Gavray, Le Mesnil-Amand, Le Mesnil-Rogues und Sourdeval-les-Bois. Diese sind seither Communes déléguées. In Gavray befindet sich der Verwaltungssitz.

## Gliederung
| Ortsteil                 | ehemaliger INSEE-Code | Fläche (km²) | Einwohnerzahl zum 1. Januar 2022 |
| ------------------------ | --------------------- | ------------ | -------------------------------- |
| Gavray (Verwaltungssitz) | 50197                 | 20,60        | 1.442                            |
| Le Mesnil-Amand          | 50301                 | 06,78        | .0183                            |
| Le Mesnil-Rogues         | 50320                 | 04,78        | .0176                            |
| Sourdeval-les-Bois       | 50583                 | 05,86        | .0227                            |

## Lage
Gavray-sur-Sienne liegt auf der Halbinsel Cotentin. Nachbargemeinden sind Lengronne im Nordwesten, Saint-Denis-le-Gast und La Baleine im Norden, Hambye im Nordosten, Percy-en-Normandie im Osten, Montaigu-les-Bois im Südosten, Le Mesnil-Villeman im Süden, Beauchamps und Équilly im Südwesten und La Meurdraquière und Ver im Westen.

## Gemeindepartnerschaften
Mit der britischen Gemeinde Launton in Oxfordshire (England) besteht seit 1997 eine Partnerschaft.